# Lacuna variegata
Lacuna variegata är en snäckart som beskrevs av Carpenter 1864. Lacuna variegata ingår i släktet Lacuna och familjen strandsnäckor. Inga underarter finns listade i Catalogue of Life.